# Амбарная звезда

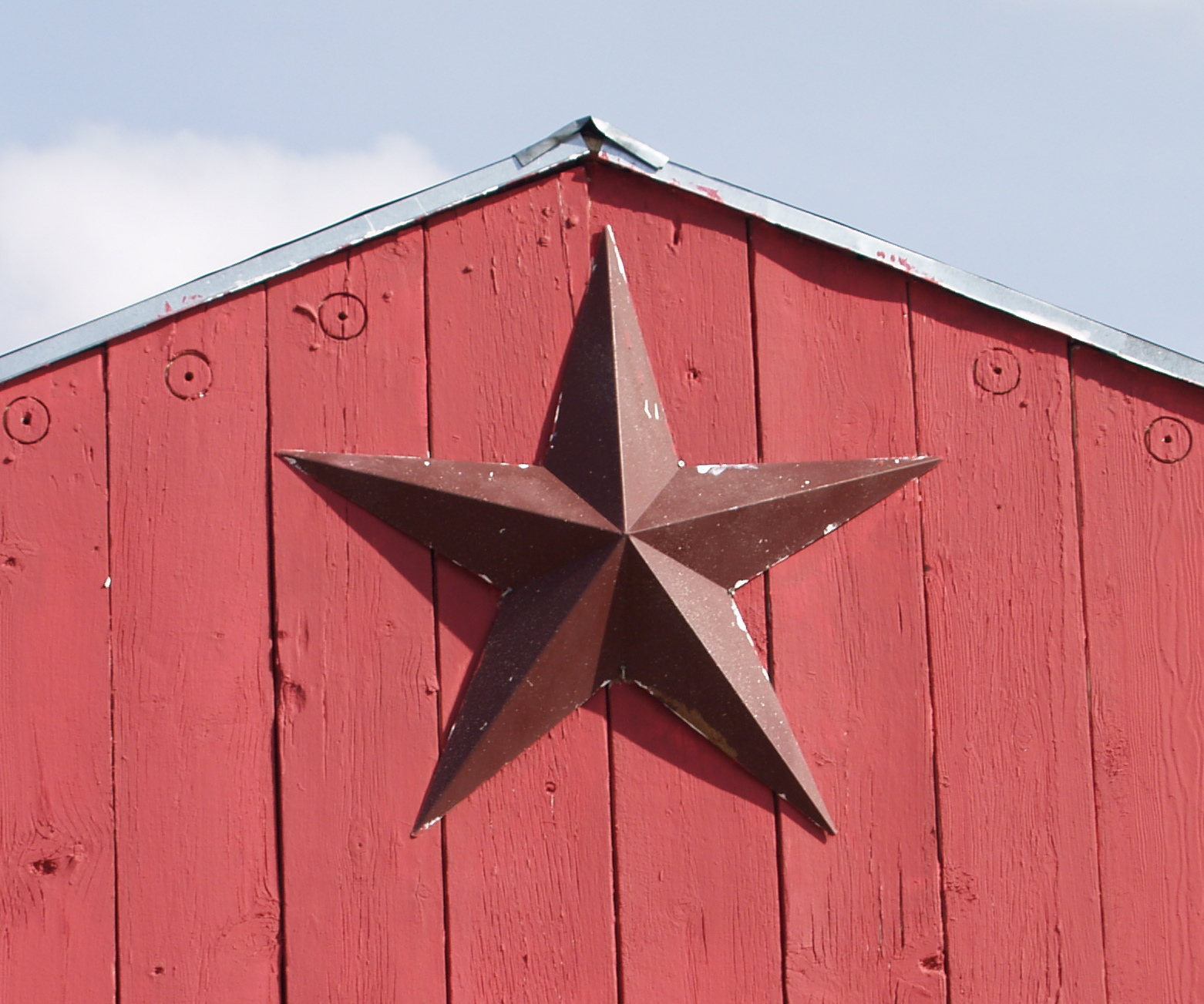

Амбарная звезда (также звезда амбара, примитивная звезда или звезда Пенсильвании) — деревянный, металлический или просто нарисованный объект, часто в форме пятиконечной звезды, но иногда в круглом стиле «тележного колеса», используемый для украшения дома или амбара в некоторых частях Соединённых Штатов. У них нет конструктивного назначения, они вешаются или рисуются «на удачу», подобно подкове, установленной над дверным проёмом. Звёзды особенно распространены в Пенсильвании и часто встречаются в немецко-американских фермерских общинах. Также они встречаются в Канаде, особенно в провинции Онтарио.
Изначально амбарные звёзды представляли собой знак строителей, но впоследствии стали чаще использоваться в эстетических целях и стали добавляться к зданию после завершения строительства. Энтузиасты проследили происхождение ряда деревянных амбарных звёзд до конкретных строителей в Пенсильвании, где до сих пор можно увидеть множество примеров.
Амбарные звёзды использовались в Соединённых Штатах в XVIII веке и вплоть до 1870 года в Пенсильвании, где их популярность значительно возросла после Гражданской войны. Однако их использовали и до этого. Звёзды были обычным явлением на больших зданиях, особенно на фабриках, в довоенном Ричмонде, штат Вирджиния.
Амбарные звёзды остаются популярной формой украшения, и современные дома иногда украшают простыми металлическими пятиконечными звёздами, которые производители называют «амбарными звёздами». Они часто намеренно состарены или покрашены под ржавчину, намекая на традиционное украшение.

Амбарные звёзды
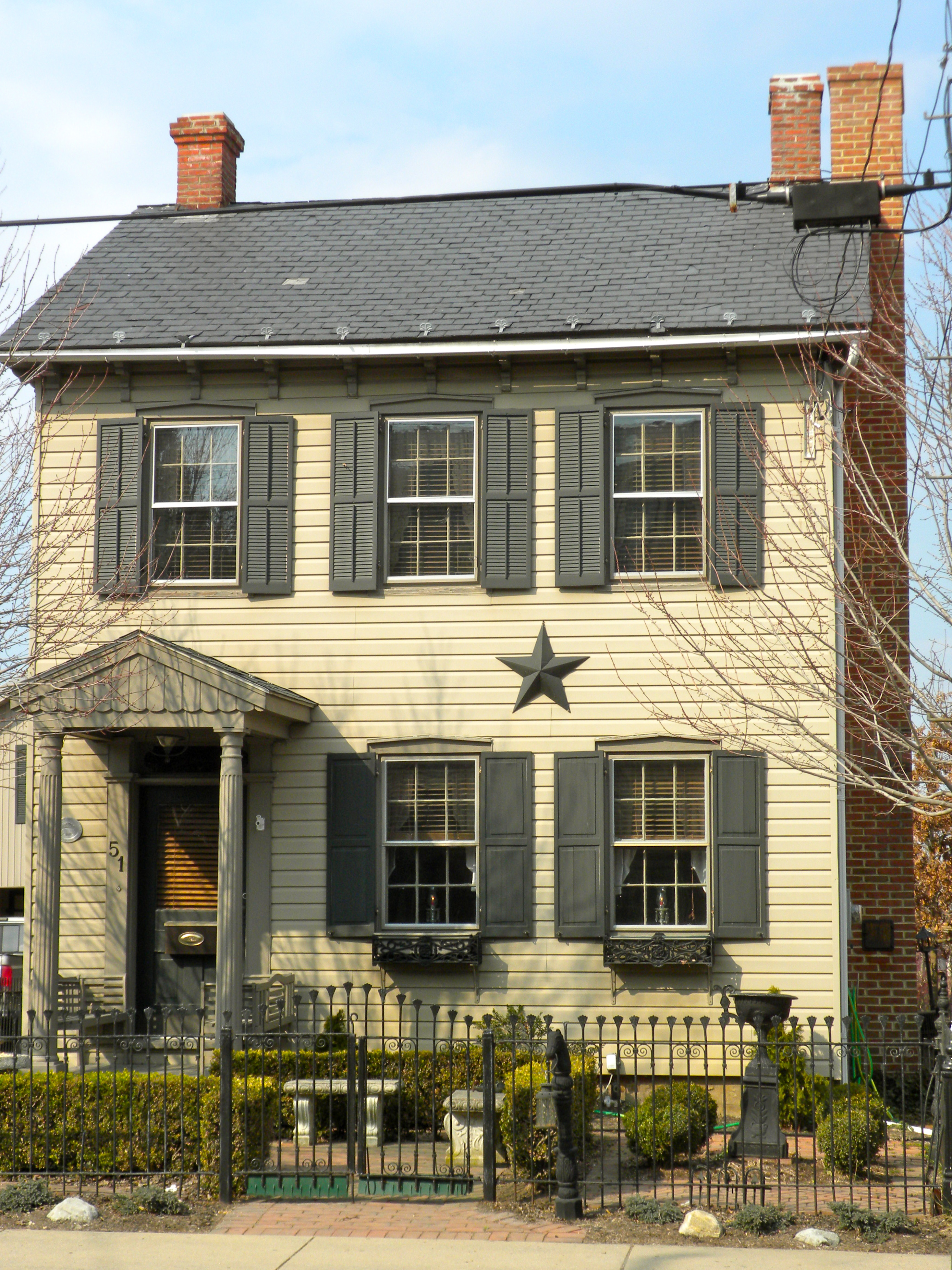
Дом с амбарной звездой в Страсбурге, Пенсильвания
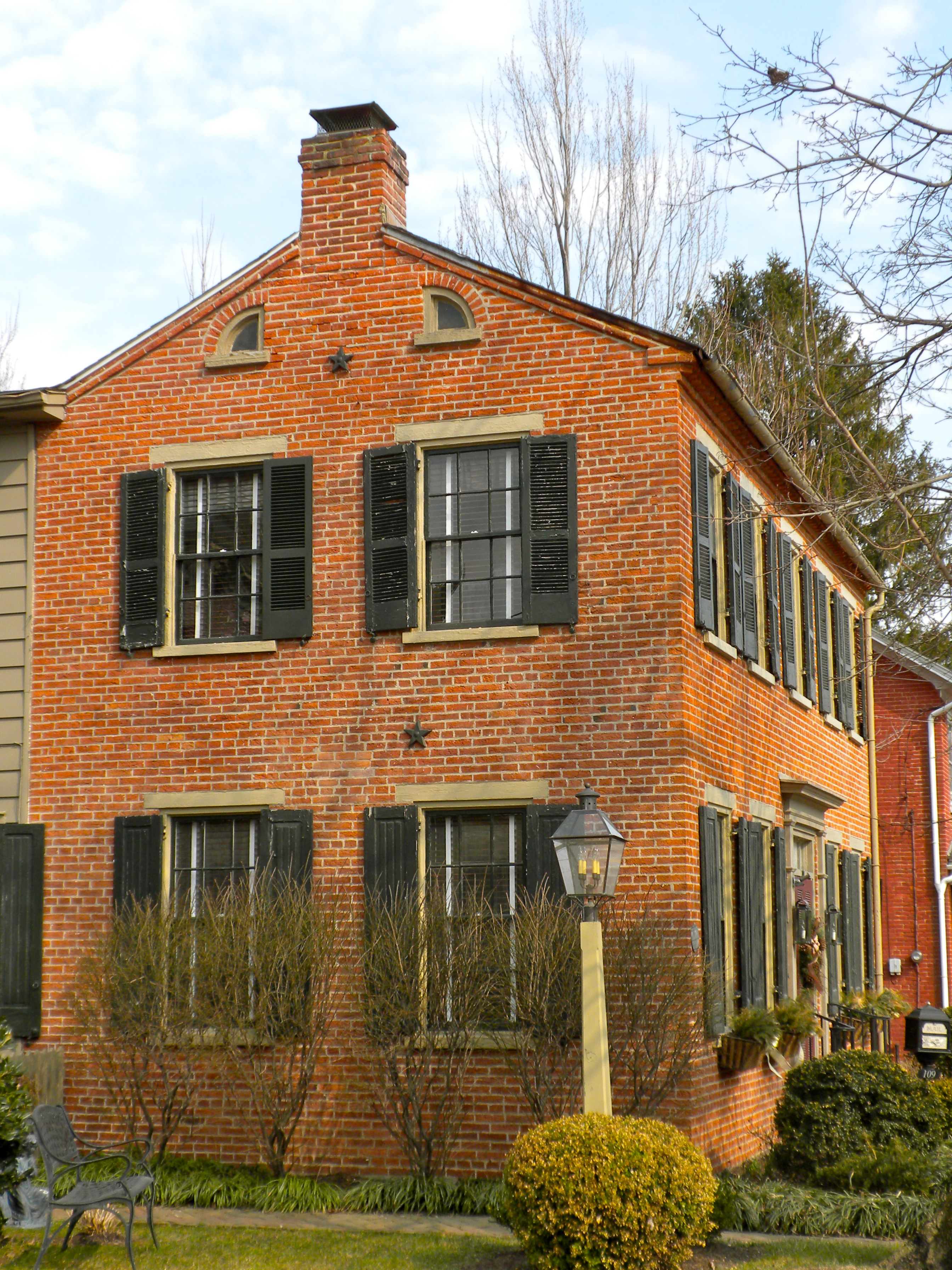
Дом со звездообразными анкерными пластинами
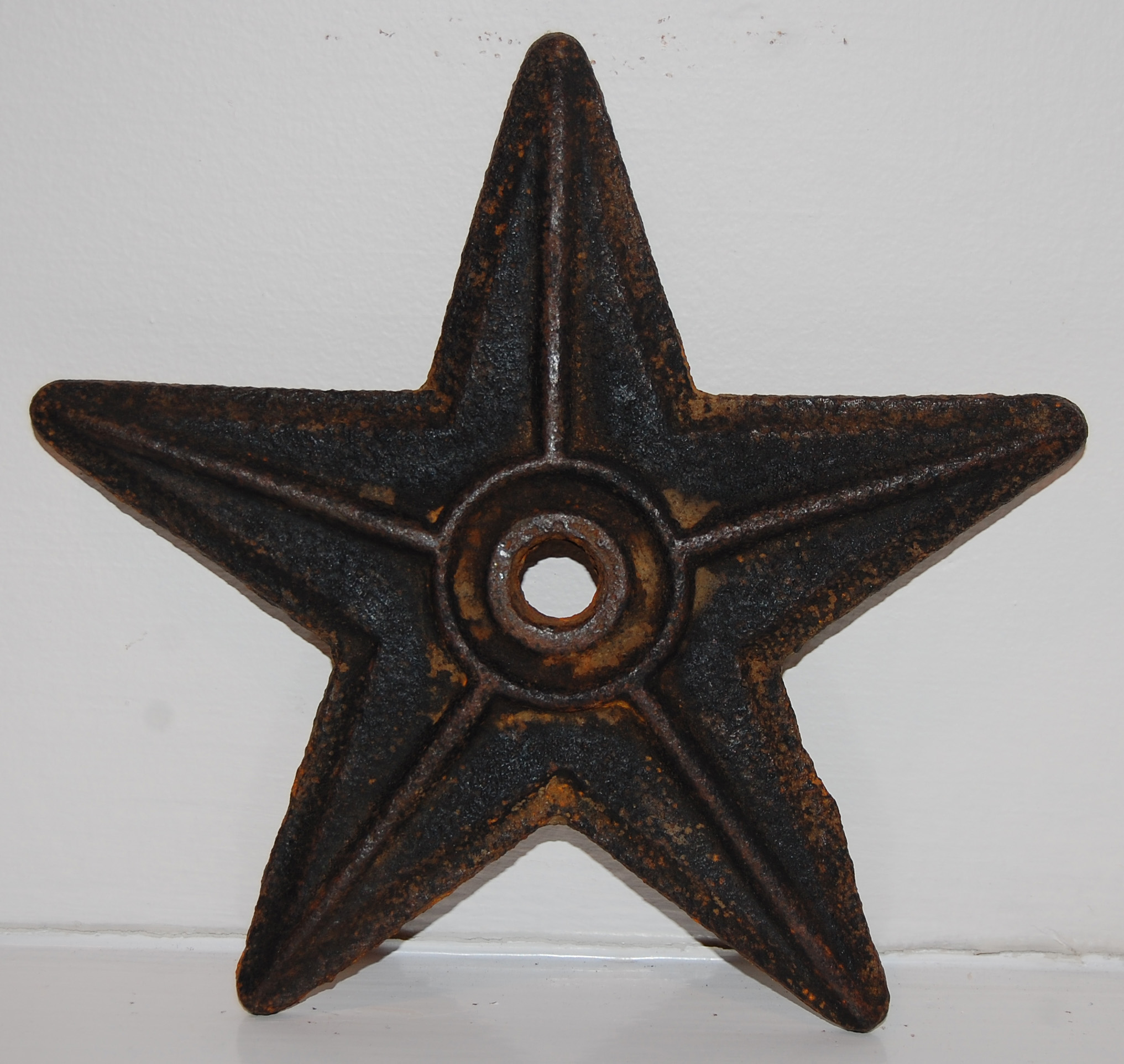
Анкерная пластина «Barnstar»